# Tomàs Serra i Domenèch
Mn. Tomàs Serra i Domenèch- (Alcúdia S.XIV- Cortina? després de 1525)
Fou capellà d'Alcúdia i del palau de l'emperador Carles V a Castella.
Segons l'historiador Pere Ventayol Suau, Mn. Tomàs Serra fou prevere a les parròquies de Sa Pobla i d'Alcúdia abans de 1525. També fou nomenat subcolector de la Reverenda Càmara Apostòlica i gran almoiner.
Dos anys després que Alcúdia rebes el títol de Ciutat Fidelissima de mans de l'emperador, aquest nomenaria al capellà d'Alcúdia, Mn Tomàs Serra i Domenèch com capellà pel seu palau i el de sumiller de cortina. Aquests dos càrrecs, segons Ventayol que el va atorgar l'emperador li feia "el honor de acompañar a los reyes a la capilla y correr la cortina de la tribuna de donde los soberanos presenciaban las festividades religiosas, como también el bendecir la mesa real en ausencia del Patriarca de las Indias".
Molt possiblement morí a Castella.